# Lorena Herrera
Lorena Herrera de la Vega  (Mazatlán, Sinaloa, México) es una actriz, modelo y personalidad televisiva mexicana.

## Trayectoria
Inició su carrera como modelo participando en los certámenes de belleza junto a Cristina Villaseñor. Los certámenes en los que ha participado son "The Look Of The Year", "Miss Bikini International" y "Señorita Univision".
Ha participado en un total de 56 películas, entre las que figuran Cocaína, El arrecife de los alacranes, El abrigo de mink, Muerte ciega, La fichera más rápida del oeste, Traición, Perseguida, Burbujas de amor, Mafia con cara de mujer, Table Dance, Mi última bala; y telenovelas como Muchachitas, Entre la vida y la muerte, Dos mujeres, un camino, El premio mayor, María Isabel, Mi destino eres tú, Amy, la niña de la mochila azul y Lola, érase una vez.
Durante su carrera ha posado desnuda para la revista para caballeros en el año de 1987 Signore bajo el pseudónimo de "Bárbara Ferrat", cosa que ella desmiente porque asegura se trató de una supuesta hermana gemela. En marzo del 2011 posa desnuda para la edición mexicana de Playboy.

## Música
En el año 1996 Lorena debutó como cantante con su álbum homónimo del que se destacó el sencillo Soy. Dos años después publicó el álbum Dame amor. En 2009 regresó a la música con Desnúdame el alma, del cual se extrajo el sencillo Ya.
En 2015, de manera independiente publicó el sencillo Masoquista, en el que incursionó en la música dance-electrónica. Ese mismo año con Flash, Lorena se consagró como una de las artistas mexicanas con mejores producciones visuales, el vídeo siguió los pasos de su anterior sencillo y se convirtió en tendencia a pocos días de su estreno. Con esta canción Herrera se estableció como un icono para la comunidad LGBT e inició una series de presentaciones en los clubes gay más importantes de México.
En 2016 publicó el vídeo para Plastik, el tercer sencillo lanzado de su nueva etapa musical. El estreno del vídeo se realizó a través del canal de vídeos LorenaHerreraVevo, donde también se colgaron sus anteriores clips Masoquista y Flash. 
En septiembre de 2016, el vídeo Karma hizo su debut en el canal de Vevo de la cantante, en este dejó a un lado el estilo erótico de sus anteriores clips para concentrarse en otros elementos audiovisuales como el vestuario, escenarios y movimientos de cámara. Todo el dinero recaudado a través de las plataformas digitales con esta canción será donado a los niños que viven en situación de extrema pobreza en México.

## Filmografía

### Telenovelas
- Un poquito tuyo (2019) - Catalina Montiel de Solano[4]
- Amores con trampa (2015) - Ángeles Sánchez "La Pantera de los Ojos Grises"
- Niña de mi corazón (2010) - Silvana Quinto de Gasca
- Atrevete a soñar (2009-2010) - Profesora
- Verano de amor (2009) - Señora
- Lola, érase una vez (2007-2008) - Monserrat Torres-Oviedo Vda. de Santo Domingo
- Amy, la niña de la mochila azul (2004) - Leonora Rivas
- Mi destino eres tú (2000) - Olga Ramos Moret
- María Isabel (1997-1998) - Lucrecia Fontaner
- El premio mayor (1995-1996) - Antonia Fernández de Domensain / Florencia de Robledo / Roberta de Reyes Renata / Isabel Villagrán
- Dos mujeres, un camino (1993-1994) - Lorena Bermúdez
- Entre la vida y la muerte (1993) - Jessica
- Muchachitas (1991-1992) - Claudia Villaseñor

### Series
- Renta congelada (2017) - Madre de Fernando
- Una segunda oportunidad (2005)
- La escuelita VIP (2004) - Lorenita
- ¿Qué nos pasa? (1999)
- Derbez en cuando (1998-1999)
- Hasta que la muerte los separe (1994) - Lorena/Lorenita

### Reality Shows
- Toma Libre (2000)
- Big Brother VIP (2002)
- Incógnito (2008)
- Desmadruga2
- Estrella2... (2013) Juana de Arco
- Top Chef Estrellas (2014)
- La más draga (2018)
- El gran pastelero: Bake Off Celebrity Mexico (2021)
- ¿Quién es la máscara? (2021) Sirena
- MasterChef Celebrity (México) (2022)[5]
- Siempre reinas (2022)[6]
- Solo las más (2024)
- Top Chef VIP (2025) Concursante[7]

### Películas
- Escándalo Secreto, en plena cuarentena (2022)[8]
- El jardinero 2 (2003)
- Comando M-5 (2002)
- En la mira de mi gatillo (2001) .... Carlos
- Orquídea sangrienta (2001)
- Provocación (2000) .... Mariana
- Y... donde está el policleto? (2000)
- El jardinero (1999) .... Lilia Gallardo
- Amigo tequila (1999)
- Cuentas claras (1999) .... Güera
- Asesinato por encargo (1999)
- Table Dance (1998)
- 2 sinaloenses y 3 colombianas (1998)
- Mi última bala (1998)
- Rumores de muerte (1996)
- Changos, monos y gorilas (1996)
- El Talachas y su meneíto (1996)
- Una mujer con oficio (1995)
- Pruebas de amor (1994)
- Muralla de tinieblas (1994)
- Herencia diabólica (1994)
- Contrabando de esmeraldas (1993)
- Halcones de la muerte - Espías mortales (1993) .... Eva
- Amargo destino (1993)
- Lucha a muerte (1992) (no acreditada)
- Muerte ciega (1992)
- La fichera más rápida del oeste (1992)
- De un blanco mortal (1992) .... Susana Prado
- Pecado original (1991)
- Dos nacos en el planeta de las mujeres (1991)
- Desvestidas y alborotadas (1991)
- Yo soy la ley (1991)
- Traición (1991)
- Burbujas de amor (1991)
- No me des las... gracias llorando (1991)
- Hembra o macho (1991)
- Policía secreto (1991) .... Carolina
- La pareja perfecta (1991) .... Soledad
- Corrupción y placer (1991) .... Ana
- Perseguida (1991)
- María la guerrillera (1991)
- Hacer el amor con otro (1991)
- Acapulco (1991)
- El agarratodo (1990)
- Para todas tengo (1990)
- Comando marino (1990) .... Marta
- La isla de los alacranes (1990)
- La chica del alacrán de oro (1990) .... Coty
- Justiciero callejero (1990)
- El diario íntimo de una cabaretera (1989)
- El pájaro con suelas (1989)
- Las borrachas (1989)
- Entre cornudos te veas (1989)
- Las calenturas de Juan Camaney II (1989)
- El mil hijos (1989)
- Pasándola bien (1989)
- Para que dure no se apure (1988)
- Un paso al más acá (1988)
- Durazo, la verdadera historia (1988)
- Los mayates atacan (1987)
- Cocaína (1985)
- Emanuelo (1984)

## Discografía
- Lorena Herrera (1996)
- Soy the Remixes (1996)
- Dame amor (1998)
- Aquí estoy (2002)
- Sobreviviré (2004)
- Desnúdame el alma (2009)
- Circuit Mixes (2014)

## Sencillos
- Soy (1996)
- Los pecados de amor (1996)
- Yo viviré (1996)
- Desnúdame el alma (1998)
- Dame amor (1998)
- Abrázame (Dance Remix) (2004)
- Ya (2009)
- Mírame (2014)
- Masoquista (2015)
- Flash (2015)
- Plastik (2016)
- Karma (2016)